# اسکافا
اسکافا (به ایتالیایی: Scafa) یک منطقهٔ مسکونی در ایتالیا است که در استان پسکارا واقع شده‌است.

## خصوصیات
اسکافا ۱۰٫۰۹ کیلومترمربع مساحت و ۳٬۹۷۱ نفر جمعیت دارد و ۱۰۸ متر بالاتر از سطح دریا واقع شده‌است.